# Барвинский, Владимир Григорьевич
Владимир Григорьевич Барвинский (25 февраля 1850, Шляхтинцы — 3 февраля 1883, Львов) — украинский общественный деятель, издатель, историк, социолог, журналист, писатель (литературные псевдонимы Василий Барвинок, Ришмидинов и др.). Литературный критик и публицист, переводчик. Брат Александра Барвинского.

## Биография
Родился 25 февраля 1850 года в селе Шляхтинцы (теперь Тернопольского района, Тернопольской области) в семье священника. Учился в народной школе родного села, а затем в Тернопольской гимназии (1861—1867). Несчастный случай, произошедший в 14-летнем возрасте, подорвал его здоровье, изолировал от сверстников. С того времени Владимир уединился у книг. Своё детство описал в автобиографической повести «Скошенный цвет» (1877).
1869 — поступил на юридический факультет Львовского университета, который окончил 1872 года. С 1872 года служил в адвокатских канцеляриях Львова.
Один из соучредителей обществ «Просвещение» (1868) и «Русского Общества Педагогического» (1881).
1876—1880 — редактор журнала «Правда». 1880—1883 — основатель и первый редактор газеты «Дело» (крупнейшей украинской газеты в Галиции, почти непрерывно исходила от 1880 в 1939; г.). Работал и жил в редакции.
Считался одним из лидеров партии народники в Галичине.
30 ноября 1880 — организовал первое украинское народное вече во Львове, участники которого требовали от австрийских властей улучшения государственно-экономического положения галицких украинский, предоставления им политических, экономических, культурных прав.
Барвинский был знаком и поддерживал связи с П. Кулиша, М. Драгоманова, М. Костомаровым.
Умер 3 февраля 1883 года во Львове. Похоронен на Лычаковском кладбище (поле № 3), рядом с гробницей М. Шашкевича. На смерть откликнулись Иван Франко и Корнило Устиянович (И. Франко написал стихотворение «На смерть ок. П. Владимира Барвинского дня 22 января (3 февраля) 1883 г.»). В 1892 году общественность на могиле В. Барвинского поставила надгробный памятник скульптор а С. Левандовски

## Творческий и общественный актив
Под псевдонимом Василий Барвинок опубликовал повести «Скошенный цвет» (1877) и «Сонни мари молодого питомца» (1879). В этих произведениях поднял проблемы жизни украинского Галичины, коснулся болезненных вопросов общественного и национального развития, пытался указать пути выхода из неволи.
Выходил за рамки традиционной «крестьянской» темы своих предшественников и современников, делал прорыв к изображению жизни других слоев общества.
В середине 1870-х годов написал повесть «Несчастная сватовство», где осветил характерные подробности из жизни учительства, чиновничества, духовенства, крестьянства, польской шляхты, в отдельных эпизодах (в частности, в описаниях барского пира) удачно пользовался сатирическими средствами разоблачения.
Повести В.Барвинского, как и ранние рассказы «Тридцать лет трезвости», «Мужик и барин» и «Причудливые нежности», расширяют наши представления о западно прозу 1870-х годов.
В творческом наследии писателя — перепевы сербо-хорватских народных песен «Косово Поле» и «Сон царицы Костыли».
Издал во Львове «Библиотека знаменитых повестей», в которой вышли первые переводы на украинский язык Ч.Диккенса, Е. Золя, Г. Флобера, Е. Ожешко, И. Тургенева («Дым»), Н. Гоголя («Мертвые души»).
Выступал со статьями на политические, общественные, культурно-образовательные и литературные темы в журналах «Дело», «Правда» и с популярными книгами «Просвиты» для крестьян.

## Произведения
- Скошенный цвет (1877, повесть)
- Сонни мари молодого питомца (1879, повесть)
- Несчастная сватовство (повесть)